# Dødsridtet
Dødsridtet er en dansk stumfilm fra 1912 produceret af Det Skandinavisk-Russiske Handelshus og instrueret af Rasmus Ottesen efter manuskript af Carl Th. Dreyer.

## Handling
Kate Holborn er ung, smuk og uafhængig og fører en behagelig tilværelse på sin elegante villa i udkanten af byen. Hun lever et temmelig stille liv, der kun en gang imellem bliver afbrudt af hendes to veninder, der har fulgt hende trofast i hendes ungpigetilværelse, ægteskab og enkestand. En dag kommer Kate ved et tilfælde op til en af byens største fotografer, og her fængsles hun stærkt af et portræt af en ung, smuk mand, der findes i fotografens udhængsskab. Hun tager fotografiet med sig hjem, men derved kommer uhyggen og uroen ind i Kate Holborns liv.
Den unge mand, hvis billede har gjort så stærkt indtryk på Kate, er den farlige og listige tyv, Jack Morton; den mest frygtløse og dristige bandit nogen storstad endnu har udklækket. Samme aften Kate har sikret sig Jack Mortons billede, sender hun et perlehalsbånd til reparation hos sin guldsmed, men her indtræffer det mærklige uheld, at smykket sporløst forsvinder. Kate iler ned til juvelereren, og her træffer hun Jack Morton, der har fundet det forsvundne smykke i en paraply.
Nogen tid efter er Jack Morton en hyppig gæst i Kates hjem, og der bliver talt om den unge mands hyppige besøg i den smukke enkes hus. Ingen aner endnu uråd om Jack Mortons sande jeg. Lykken og den vågnende kærlighed gør imidlertid Jack Morton for dristig, og juveltyveriet har endelig givet øvrigheden det rette spor. Da politiet når ham, lykkes det Jack at flygte, og han kommer i sidste øjeblik om bord i en ballon - i foreløbig sikkerhed.
Nogen tid efter finder Kate og Jack Morton sammen igen, og Kate har besluttet, at hun ville være sammen med ham trods hans kriminelle færden. De flygter sammen til hest fra politiet og når om bord på et dampskib. Herfra springer Jack Morton på hesteryggen ud i bølgerne og undslipper med nød og næppe. Jagten fortsætter til lands, og ved en gabende kløft standser Jack - han vil forsøge det sidste ridt for friheden. Det bliver hans sidste ridt; da politiet endelig når kløften, finder de kun et lemlæstet lig og en sørgende kvinde.

## Medvirkende
- Richard Jensen - Jack Morton, tyv
- Gudrun Houlberg - Kate Holborg, ung enke
- Olaf Fønss - Stacy Black
- Rasmus Ottesen - Politibetjent
- Valdemar Møller - Skibskaptajn
- Emilie Sannom
- Stella Lind
- Emilie Smith